# Olympische Sommerspiele 1908/Teilnehmer (Frankreich)
| Gelbes Symbol für Goldmedaillen mit stilisierten Olympischen Ringen | Graues Symbol für Silbermedaillen mit stilisierten Olympischen Ringen | Braundes Symbol für Bronzemedaillen mit stilisierten Olympischen Ringen |
| ------------------------------------------------------------------- | --------------------------------------------------------------------- | ----------------------------------------------------------------------- |
| 5                                                                   | 5                                                                     | 9                                                                       |

Frankreich nahm an den Olympischen Sommerspielen 1908 in London, Großbritannien, mit 215 Sportlern teil. Dabei konnten die Athleten fünf Gold-, fünf Silber- und drei Bronzemedaillen gewinnen.

## Medaillengewinner

### Olympiasieger
| Name | Sportart      | Wettkampf          |
| --- | ------------- | ------------------ |
| Eugène Grisot | Bogenschießen | Continental Round  |
| Gaston Alibert | Fechten       | Degen Einzel       |
| Gaston Alibert Bernard Gravier Alexandre Lippmann Jean Stern Eugène Olivier Herman Georges Berger Charles Collignon | Fechten       | Degen Mannschaft   |
| Émile Thubron 3 weitere unbekannte Sportler                                                                         | Motorboot     | A-Klasse 40 Meilen |
| Maurice Schilles André Auffray                                                                                      | Radsport      | 2000 m Tandem      |

### Zweiter
| Name               | Sportart       | Wettkampf             |
| ------------------ | -------------- | --------------------- |
| Louis Vernet       | Bogenschießen  | Continental Round     |
| Alexandre Lippmann | Fechten        | Degen Einzel          |
| Géo André          | Leichtathletik | Hochsprung            |
| Émile Demangel     | Radsport       | 660 Yards (603,491 m) |
| Maurice Schilles   | Radsport       | 5 km                  |

### Dritter
| Name                                                                                     | Sportart       | Wettkampf                                   |
| ---------------------------------------------------------------------------------------- | -------------- | ------------------------------------------- |
| Gustave Cabaret                                                                          | Bogenschießen  | Continental Round                           |
| Eugène Olivier                                                                           | Fechten        | Degen Einzel                                |
| Louis Bonniot de Fleurac Joseph Dreher Paul Lizandier                                    | Leichtathletik | 3-Meilen-Mannschaftslauf (4828 m)           |
| André Auffray                                                                            | Radsport       | 5 km                                        |
| Octave Lapize                                                                            | Radsport       | 100 km                                      |
| Léon Johnson Eugène Balme André Parmentier Albert Courquin Maurice Lecoq Raoul de Boigne | Schießen       | Freies Gewehr Dreistellungskampf Mannschaft |
| Paul Colas André Regaud Léon Lécuyer Henri Bonnéfoy                                      | Schießen       | Kleinkalibergewehr Mannschaft               |
| Henri Arthus Louis Potheau Pierre Rabot                                                  | Segeln         | 6-Meter-Klasse                              |
| Louis Ségura                                                                             | Turnen         | Einzelmehrkampf                             |

## Teilnehmer nach Sportarten

### Bogenschießen
| Disziplin         | Platz         | Athlet                 | Punkte |
| ----------------- | ------------- | ---------------------- | ------ |
| Männer            |               |                        |        |
| York Round        | 16.           | Henri Berton           | 425    |
| York Round        | 17.           | Eugène Richez          | 418    |
| York Round        | 19.           | Eugène Grisot          | 410    |
| York Round        | 20.           | Louis Vernet           | 385    |
| York Round        | 22.           | Louis Salingre         | 347    |
| York Round        | 23.           | Albert Dauchez         | 280    |
| York Round        | 24.           | Charles Quervel        | 241    |
| York Round        | 25.           | Édouard Beaudoin       | 215    |
| York Round        | 26.           | Gustave Cabaret        | 191    |
| York Round        | 27.           | Alfred Poupart         | DNF    |
| Continental Round | Olympiasieger | Eugène Grisot          | 263    |
| Continental Round | Zweiter       | Louis Vernet           | 256    |
| Continental Round | Dritter       | Gustave Cabaret        | 255    |
| Continental Round | 4.            | Charles Aubras         | 231    |
| Continental Round | 5.            | Charles Quervel        | 223    |
| Continental Round | 6.            | Albert Dauchez         | 222    |
| Continental Round | 7.            | Louis Salingre         | 215    |
| Continental Round | 8.            | Henri Berton           | 212    |
| Continental Round | 9.            | Eugène Richez          | 210    |
| Continental Round | 10.           | Édouard Beaudoin       | 206    |
| Continental Round | 11.           | Charles Vallée         | 193    |
| Continental Round | 13.           | Émile Fisseux          | 185    |
| Continental Round | 14.           | Jean Louis de la Croix | 177    |
| Continental Round | 16.           | Alfred Poupart         | 155    |
| Continental Round | 17.           | Oscar Jay              | 134    |

### Boxen
| Disziplin                    | Platz    | Boxer           | Achtelfinale                                    | Viertelfinale                           | Halbfinale     | Finale         |
| ---------------------------- | -------- | --------------- | ----------------------------------------------- | --------------------------------------- | -------------- | -------------- |
| Männer                       |          |                 |                                                 |                                         |                |                |
| Bantamgewicht (bis 52,62 kg) | Vierter  | Pierre Mazior   | nicht ausgetragen                               | Verlor gegen Condon K. o., dritte Runde | nicht erreicht | nicht erreicht |
| Federgewicht (bis 57,15 kg)  | Fünfter  | Louis Constant  | nicht ausgetragen                               | Verlor gegen Ringer 2-0                 | nicht erreicht | nicht erreicht |
| Federgewicht (bis 57,15 kg)  | Fünfter  | Etienne Poillot | nicht ausgetragen                               | Verlor gegen Gunn K. o., zweite Runde   | nicht erreicht | nicht erreicht |
| Leichtgewicht (bis 63,50 kg) | Siebter  | André Bouvier   | Verlor gegen Holmes K. o., zweite Runde         | nicht erreicht                          | nicht erreicht | nicht erreicht |
| Mittelgewicht (bis 71,67 kg) | Sechster | Gaston Aspa     | Verlor gegen William Childs K. o., zweite Runde | nicht erreicht                          | nicht erreicht | nicht erreicht |
| Mittelgewicht (bis 71,67 kg) | Sechster | René Doudelle   | Verlor gegen Douglas K. o., erste Runde         | nicht erreicht                          | nicht erreicht | nicht erreicht |
| Mittelgewicht (bis 71,67 kg) | Sechster | Charles Morard  | Verlor gegen Warnes K. o., zweite Runde         | nicht erreicht                          | nicht erreicht | nicht erreicht |

### Fechten

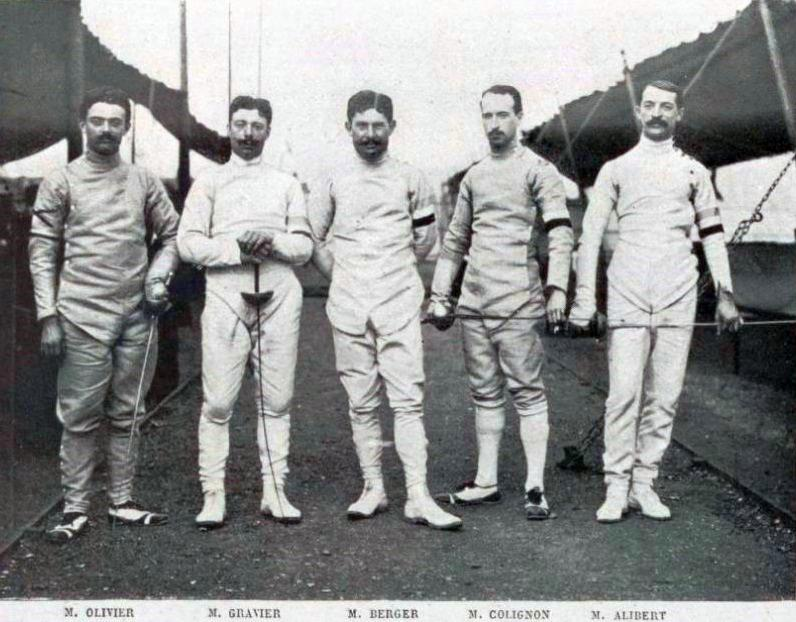
Olivier, Gravier, Berger, Collignon und Alibert wurden mit der französischen Degenmannschaft Olympiasieger

| Disziplin    | Platz         | Athlet                    | Erste Runde                | Zweite Runde              | Halbfinale                | Finale         |
| ------------ | ------------- | ------------------------- | -------------------------- | ------------------------- | ------------------------- | -------------- |
| Männer       |               |                           |                            |                           |                           |                |
| Degen Einzel | Olympiasieger | Gaston Alibert            | 7-1 (Erster in Gruppe E)   | 4-0 (Erster in Gruppe 3)  | 7-2 (Erster in Gruppe 1)  | 7-2            |
| Degen Einzel | Zweiter       | Alexandre Lippmann        | 4-1 (Erster in Gruppe L)   | 4-1 (Erster in Gruppe 5)  | 5-4 (Dritter in Gruppe 2) | 5-3            |
| Degen Einzel | Dritter       | Eugène Olivier            | 3-2 (Dritter in Gruppe J)  | 2-1 (Erster in Gruppe 8)  | 5-4 (Dritter in Gruppe 2) | 4-3            |
| Degen Einzel | Halbfinalist  | Herman Georges Berger     | 7-0 (Erster in Gruppe D)   | 3-2 (Zweiter in Gruppe 3) | 4-5 (Fünfter in Gruppe 1) | nicht erreicht |
| Degen Einzel | Halbfinalist  | Jean Stern                | 4-1 (Erster in Gruppe M)   | 4-2 (Zweiter in Gruppe 1) | 3-4 (Fünfter in Gruppe 2) | nicht erreicht |
| Degen Einzel | Zweite Runde  | Jacques Rodocanachi       | 3-3 (Dritter in Gruppe H)  | 2-2 (Dritter in Gruppe 2) | nicht erreicht            | nicht erreicht |
| Degen Einzel | Zweite Runde  | Bernard Gravier           | 4-2 (Zweiter in Gruppe A)  | 2-2 (Dritter in Gruppe 4) | nicht erreicht            | nicht erreicht |
| Degen Einzel | Zweite Runde  | Charles Collignon         | 5-2 (Zweiter in Gruppe B)  | 1-3 (Dritter in Gruppe 6) | nicht erreicht            | nicht erreicht |
| Degen Einzel | Zweite Runde  | René Quenessen            | 5-3 (Zweiter in Gruppe I)  | 1-2 (Dritter in Gruppe 8) | nicht erreicht            | nicht erreicht |
| Degen Einzel | Zweite Runde  | Joseph Marais             | 5-0 (Erster in Gruppe C)   | 1-3 (Dritter in Gruppe 4) | nicht erreicht            | nicht erreicht |
| Degen Einzel | Erste Runde   | Frédéric Dubourdieu       | 4-3 (Vierter in Gruppe G)  | nicht erreicht            | nicht erreicht            | nicht erreicht |
| Säbel Einzel | Siebter       | Georges de la Falaise     | 3-1 (Erster in Gruppe F)   | 2-1 (Erster in Gruppe 8)  | 4-3 (Dritter in Gruppe 1) | 1-6            |
| Säbel Einzel | Halbfinalist  | Bertrand Marie de Lesseps | 4-1 (Erster in Gruppe H)   | 3-0 (Erster in Gruppe 4)  | 1-6 (Achter in Gruppe 1)  | nicht erreicht |
| Säbel Einzel | Zweite Runde  | René Lateux               | 2-2 (Zweiter in Gruppe D)  | 1-3 (Fünfter in Gruppe 1) | nicht erreicht            | nicht erreicht |
| Säbel Einzel | Erste Runde   | Jean de Mas Latrie        | 2-3 (Vierter in Gruppe A)  | nicht erreicht            | nicht erreicht            | nicht erreicht |
| Säbel Einzel | Erste Runde   | Jean-Joseph Renaud        | 3-2 (Vierter in Gruppe C)  | nicht erreicht            | nicht erreicht            | nicht erreicht |
| Säbel Einzel | Erste Runde   | Georges Langevin          | 0-3 (Vierter in Gruppe E)  | nicht erreicht            | nicht erreicht            | nicht erreicht |
| Säbel Einzel | Erste Runde   | Louis Chapuis             | 3-2 (Vierter in Gruppe L)  | nicht erreicht            | nicht erreicht            | nicht erreicht |
| Säbel Einzel | Erste Runde   | Marc Perrodon             | 3-2 (Vierter in Gruppe M)  | nicht erreicht            | nicht erreicht            | nicht erreicht |
| Säbel Einzel | Erste Runde   | Ismaël de Lesseps         | 1-4 (Fünfter in Gruppe G)  | nicht erreicht            | nicht erreicht            | nicht erreicht |
| Säbel Einzel | Erste Runde   | Jacques de Saint-Brisson  | 0-5 (Sechster in Gruppe I) | nicht erreicht            | nicht erreicht            | nicht erreicht |
| Säbel Einzel | Erste Runde   | Jean Mikorski             | 2-5 (Achter in Gruppe J)   | nicht erreicht            | nicht erreicht            | nicht erreicht |

| Disziplin        | Platz         | Athleten | Qualifikation     | Erste Runde                         | Halbfinale                                        | Finale                               | Hoffnungsrunde     | Fechten um Platz 2 |
| ---------------- | ------------- | --- | ----------------- | ----------------------------------- | ------------------------------------------------- | ------------------------------------ | ------------------ | ------------------ |
| Männer           |               | |                   |                                     |                                                   |                                      |                    |                    |
| Degen Mannschaft | Olympiasieger | Gaston Alibert Herman Georges Berger Charles Collignon Eugène Olivier Bernard Gravier Alexandre Lippmann Jean Stern | Freilos           | Besiegte Dänemark 10-6 → Halbfinale | Besiegte Großbritannien 12-5 → Finale             | Besiegte Belgien 9-7 → Olympiasieger | nicht qualifiziert | nicht qualifiziert |
| Säbel Mannschaft | Vierter       | Georges de la Falaise Bertrand Marie de Lesseps Marc Perrodon Jean-Joseph Renaud                                    | nicht ausgetragen | Besiegte Belgien 10-6 → Halbfinale  | Verloren gegen Böhmen 9-7 → Ausgeschieden Vierter | nicht erreicht                       | nicht qualifiziert | nicht qualifiziert |

### Fußball
| Disziplin | Platz    | Athleten | Erste Runde                 | Halbfinale                   | Finale         | Spiel um Platz 3   |
| --------- | -------- | --- | --------------------------- | ---------------------------- | -------------- | ------------------ |
| Männer    |          | |                             |                              |                |                    |
| Männer    | Vierter  | Yves Albert, Georges Bayrou, Gaston Cyprès, Jean Dubly, Jean Fenouillere, Albert François (Kapitän), Charles Renaux, Émile Sartorius, Roland Schubart, Maurice Tillette, Ursule Wibaut        | Freilos                     | Verloren gegen Dänemark 17:1 | nicht erreicht | nicht qualifiziert |
| Männer    | Sechster | Charles Bilot, Serge Dastarac, Victor Denis, François Desrousseaux, Marcel Eucher, Adrien Filez, Henri Holgart, Albert Jenicot, Paul Mathaux, E. Morillon, Pierre Six, Jules Verlet (Kapitän) | Verloren gegen Dänemark 9-0 | nicht erreicht               | nicht erreicht | nicht qualifiziert |

### Hockey
| Disziplin | Platz    | Athleten | Erste Runde                        | Halbfinale     | Finale         | Spiel um Platz 5                   |
| --------- | -------- | --- | ---------------------------------- | -------------- | -------------- | ---------------------------------- |
| Männer    |          | |                                    |                |                |                                    |
| Männer    | Sechster | R. P. Aublin, David Baidet, Raoul Benoît, André Bonnal, Louis Gautier, Daniel Girard, Charles Pattin, Louis Poupon, Frédéric Roux, René Salarnier, Louis Saulnier | Verloren gegen Großbritannien 10-1 | nicht erreicht | nicht erreicht | Verloren gegen Deutsches Reich 1-0 |

### Leichtathletik
| Disziplin                         | Platz        | Athlet(en)               | Vorlauf                            | Halbfinale                            | Finale            |
| --------------------------------- | ------------ | ------------------------ | ---------------------------------- | ------------------------------------- | ----------------- |
| Männer                            |              |                          |                                    |                                       |                   |
| 100 m                             | Vorläufe     | Georges Malfait          | 11,2 s Zweiter, dritter Vorlauf    | nicht erreicht                        | nicht erreicht    |
| 100 m                             | Vorläufe     | L. Lescat                | k. A. Dritter, sechster Vorlauf    | nicht erreicht                        | nicht erreicht    |
| 100 m                             | Vorläufe     | G. Lamotte               | Unknown Dritter, elfter Vorlauf    | nicht erreicht                        | nicht erreicht    |
| 100 m                             | Vorläufe     | Henri Meslot             | Unknown Dritter, 13. Vorlauf       | nicht erreicht                        | nicht erreicht    |
| 200 m                             | Halbfinalist | Georges Malfait          | 22,6 s Erster, fünfter Vorlauf     | k. A. Dritter, viertes Halbfinale     | nicht erreicht    |
| 200 m                             | Vorläufe     | Henri Meslot             | k. A. Zweiter, 15. Vorlauf         | nicht erreicht                        | nicht erreicht    |
| 400 m                             | Halbfinalist | Georges Malfait          | 50,0 s Erster, sechster Vorlauf    | k. A. Vierter, drittes Halbfinale     | nicht erreicht    |
| 1500 m                            | Halbfinalist | Jean Bouin               | nicht ausgetragen                  | k. A. Zweiter, siebtes Halbfinale     | nicht erreicht    |
| 1500 m                            | Halbfinalist | Joseph Dreher            | nicht ausgetragen                  | k. A. Fünfter, viertes Halbfinale     | nicht erreicht    |
| 1500 m                            | Halbfinalist | Louis Bonniot de Fleurac | nicht ausgetragen                  | k. A. Sechster, erstes Halbfinale     | nicht erreicht    |
| 1500 m                            | —            | Gaston Ragueneau         | nicht ausgetragen                  | DNF —, fünftes Halbfinale             | nicht erreicht    |
| 400 m Hürden                      | Vorläufe     | Henri Meslot             | k. A. Zweiter, zwölftes Halbfinale | nicht erreicht                        | nicht erreicht    |
| 400 m Hürden                      | —            | Georges Dubois           | DNF —, sechster Vorlauf            | nicht erreicht                        | nicht erreicht    |
| 3200 m Hindernis                  | —            | Gaston Ragueneau         | nicht ausgetragen                  | DNF —, erstes Halbfinale              | nicht erreicht    |
| 3200 m Hindernis                  | —            | Louis Bonniot de Fleurac | nicht ausgetragen                  | DNF —, zweites Halbfinale             | nicht erreicht    |
| 3-Meilen-Mannschaftslauf (4828 m) | Dritter      | Louis Bonniot de Fleurac | nicht ausgetragen                  | 14:56,0 4 Punkte, zweiter Vorlauf     | 15:08,4 8 Punkte  |
| 3-Meilen-Mannschaftslauf (4828 m) | Dritter      | Joseph Dreher            | nicht ausgetragen                  | 15:37,2 10 Punkte, zweiter Vorlauf    | 15:40,0 11 Punkte |
| 3-Meilen-Mannschaftslauf (4828 m) | Dritter      | Paul Lizandier           | nicht ausgetragen                  | 15:56,6 keine Punkte, zweiter Vorlauf | 16:03,0 13 Punkte |
| 3-Meilen-Mannschaftslauf (4828 m) | —            | Jean Bouin               | nicht ausgetragen                  | 14:53,0 1 Punkte, zweiter Vorlauf     | DNS keine Punkte  |
| 3-Meilen-Mannschaftslauf (4828 m) | —            | Alexandre Fayollat       | nicht ausgetragen                  | 15:52,2 keine Punkte, zweiter Vorlauf | DNS keine Punkte  |
| 5 Meilen (8047 m)                 | Halbfinalist | Paul Lizandier           | nicht ausgetragen                  | k. A. Vierter, viertes Halbfinale     | nicht erreicht    |
| 5 Meilen (8047 m)                 | —            | Gaston Ragueneau         | nicht ausgetragen                  | DNF —, erstes Halbfinale              | nicht erreicht    |
| Disziplin                         | Platz        | Athlet(en)               |                                    |                                       | Höhe/Weite        |
| Männer                            |              |                          |                                    |                                       |                   |
| Hochsprung                        | Zweiter      | Géo André                | nicht ausgetragen                  | nicht ausgetragen                     | 1,88 m            |
| Weitsprung                        | 21.–32.      | Henri Guttierez          | nicht ausgetragen                  | nicht ausgetragen                     | k. A.             |
| Stabhochsprung                    | Zehnter      | Robert Pascarel          | nicht ausgetragen                  | nicht ausgetragen                     | 3,20 m            |
| Stabhochsprung                    | Zwölfter     | Gaston Koëger            | nicht ausgetragen                  | nicht ausgetragen                     | 3,05 m            |
| Standhochsprung                   | Fünfter      | Géo André                | nicht ausgetragen                  | nicht ausgetragen                     | 1,47 m            |
| Standhochsprung                   | Fünfter      | Alfred Motté             | nicht ausgetragen                  | nicht ausgetragen                     | 1,47 m            |
| Standhochsprung                   | 19.–23.      | Henri Jardin             | nicht ausgetragen                  | nicht ausgetragen                     | k. A.             |
| Standweitsprung                   | Achter-25.   | Henri Jardin             | nicht ausgetragen                  | nicht ausgetragen                     | k. A.             |
| Standweitsprung                   | Achter-25.   | Alfred Motté             | nicht ausgetragen                  | nicht ausgetragen                     | k. A.             |
| Kugelstoßen                       | Neunter-25.  | Charles Lagarde          | nicht ausgetragen                  | nicht ausgetragen                     | k. A.             |
| Kugelstoßen                       | Neunter-25.  | André Tison              | nicht ausgetragen                  | nicht ausgetragen                     | k. A.             |
| Diskuswurf (freier Stil)          | Achter       | André Tison              | nicht ausgetragen                  | nicht ausgetragen                     | 38,30 m           |
| Diskuswurf (freier Stil)          | Zwölfter-42. | Charles Lagarde          | nicht ausgetragen                  | nicht ausgetragen                     | k. A.             |

### Motorboot
| Disziplin          | Platz         | Athleten                                            |
| ------------------ | ------------- | --------------------------------------------------- |
| Männer             |               |                                                     |
| A-Klasse 40 Meilen | Olympiasieger | Camille Émile Thubron 3 weitere unbekannte Sportler |

### Radsport

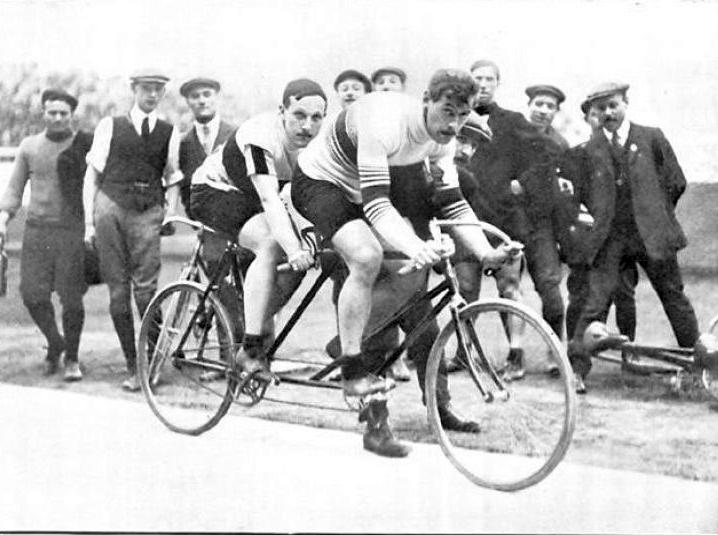
Die Franzosen Maurice Schilles und André Auffray wurden Olympiasieger im Tandemrennen über 2000 Meter

| Disziplin                        | Platz           | Athlet(en)                                                   | Vorläufe                                   | Halbfinale                                 | Finale         |
| -------------------------------- | --------------- | ------------------------------------------------------------ | ------------------------------------------ | ------------------------------------------ | -------------- |
| Männer                           |                 |                                                              |                                            |                                            |                |
| 660 Yards (603,491 m)            | Zweiter         | Émile Demangel                                               | 59,8 s Erster, sechster Vorlauf            | 51,6 s Erster, zweites Halbfinale          | k. A.          |
| 660 Yards (603,491 m)            | Halbfinalist    | André Auffray                                                | 58,4 s Erster, 16. Vorlauf                 | k. A. Zweiter, drittes Halbfinale          | nicht erreicht |
| 660 Yards (603,491 m)            | Halbfinalist    | Pierre Texier                                                | 1:01,6 Erster, neunter Vorlauf             | k. A. Dritter, erstes Halbfinale           | nicht erreicht |
| 660 Yards (603,491 m)            | Vorläufe        | Georges Perrin                                               | k. A. Zweiter, zehnter Vorlauf             | nicht erreicht                             | nicht erreicht |
| 660 Yards (603,491 m)            | Vorläufe        | André Poulain                                                | k. A. Zweiter, zwölfter Vorlauf            | nicht erreicht                             | nicht erreicht |
| 660 Yards (603,491 m)            | Vorläufe        | Gaston Dreyfus                                               | k. A. Zweiter, 14. Vorlauf                 | nicht erreicht                             | nicht erreicht |
| 660 Yards (603,491 m)            | Vorläufe        | Pierre Seginaud                                              | k. A. Dritter, zweiter Vorlauf             | nicht erreicht                             | nicht erreicht |
| 660 Yards (603,491 m)            | Vorläufe        | Richard Villepontoux                                         | k. A. Dritter, vierter Vorlauf             | nicht erreicht                             | nicht erreicht |
| 660 Yards (603,491 m)            | Vorläufe        | Gaston Delaplane                                             | k. A. Dritter, achter Vorlauf              | nicht erreicht                             | nicht erreicht |
| 660 Yards (603,491 m)            | Vorläufe        | Émile Maréchal                                               | k. A. Dritter, elfter Vorlauf              | nicht erreicht                             | nicht erreicht |
| 660 Yards (603,491 m)            | —               | Maurice Schilles                                             | Zeitlimit überschritten —, fünfter Vorlauf | nicht erreicht                             | nicht erreicht |
| 5 km                             | Zweiter         | Maurice Schilles                                             | nicht ausgetragen                          | 7:55,4 Erster, siebtes Halbfinale          | k. A.          |
| 5 km                             | Dritter         | André Auffray                                                | nicht ausgetragen                          | k. A.                                      |                |
| 5 km                             | Vierter         | Émile Maréchal                                               | nicht ausgetragen                          | 9:01,4 Erster, zweites Halbfinale          | k. A.          |
| 5 km                             | Halbfinalist    | Pierre Texier                                                | nicht ausgetragen                          | k. A. Dritter, viertes Halbfinale          | nicht erreicht |
| 5 km                             | Halbfinalist    | Pierre Seginaud                                              | nicht ausgetragen                          | k. A. Vierter, erstes Halbfinale           | nicht erreicht |
| 5 km                             | Halbfinalist    | Gaston Dreyfus                                               | nicht ausgetragen                          | k. A. Viertes, sechstes Halbfinale         | nicht erreicht |
| 5 km                             | Halbfinalist    | Georges Perrin                                               | nicht ausgetragen                          | k. A. Vierter-Siebtes, siebtes Halbfinale  | nicht erreicht |
| 5 km                             | Halbfinalist    | Gaston Delaplane                                             | nicht ausgetragen                          | k. A. Vierter-Neunter, fünftes Halbfinale  | nicht erreicht |
| 5 km                             | Halbfinalist    | Richard Villepontoux                                         | nicht ausgetragen                          | k. A. Vierter-Neunter, fünftes Halbfinale  | nicht erreicht |
| 5 km                             | —               | André Poulain                                                | nicht ausgetragen                          | DNF —, viertes Halbfinale                  | nicht erreicht |
| 5 km                             | —               | Émile Demangel                                               | nicht ausgetragen                          | DSQ —, zweites Halbfinale                  | nicht erreicht |
| 20 km                            | Fünfter-Neunter | François Bonnet                                              | nicht ausgetragen                          | k. A. Sechster, zweites Halbfinale         | k. A.          |
| 20 km                            | Fünfter-Neunter | Octave Lapize                                                | nicht ausgetragen                          | k. A. Vierter, viertes Halbfinale          | k. A.          |
| 20 km                            | Halbfinalist    | Charles Avrillon                                             | nicht ausgetragen                          | 33:40,8 Zweiter, sechstes Halbfinale       | nicht erreicht |
| 20 km                            | Halbfinalist    | André Lapize                                                 | nicht ausgetragen                          | k. A. Vierter, erstes Halbfinale           | nicht erreicht |
| 20 km                            | Halbfinalist    | Georges Lutz                                                 | nicht ausgetragen                          | k. A. Vierter, zweites Halbfinale          | nicht erreicht |
| 20 km                            | Halbfinalist    | Henri Baumler                                                | nicht ausgetragen                          | k. A. Fünfter, viertes Halbfinale          | nicht erreicht |
| 20 km                            | Halbfinalist    | Henri Cunault                                                | nicht ausgetragen                          | k. A. Sechster-Siebter, drittes Halbfinale | nicht erreicht |
| 20 km                            | Halbfinalist    | Pierre Hostein                                               | nicht ausgetragen                          | k. A. Siebter-Achter, erstes Halbfinale    | nicht erreicht |
| 20 km                            | —               | Pierre Texier                                                | nicht ausgetragen                          | DNF —, fünftes Halbfinale                  | nicht erreicht |
| 100 km                           | Dritter         | Octave Lapize                                                | nicht ausgetragen                          | k. A. Vierter, zweites Halbfinale          | k. A.          |
| 100 km                           | Fünfter         | Pierre Texier                                                | nicht ausgetragen                          | k. A. Vierter, erstes Halbfinale           | k. A.          |
| 100 km                           | Neunter-17.     | François Bonnet                                              | nicht ausgetragen                          | k. A. Siebter-14., erstes Halbfinale       | DNF            |
| 100 km                           | Neunter-17.     | Georges Lutz                                                 | nicht ausgetragen                          | k. A. Zweiter, erstes Halbfinale           | DNF            |
| 100 km                           | Halbfinalist    | André Lepère                                                 | nicht ausgetragen                          | k. A. Siebter-14., erstes Halbfinale       | nicht erreicht |
| 100 km                           | —               | Charles Avrillon                                             | nicht ausgetragen                          | DNF —, zweites Halbfinale                  | nicht erreicht |
| 100 km                           | —               | Henri Cunault                                                | nicht ausgetragen                          | DNF —, zweites Halbfinale                  | nicht erreicht |
| 100 km                           | —               | Pierre Hostein                                               | nicht ausgetragen                          | DNF —, zweites Halbfinale                  | nicht erreicht |
| 100 km                           | —               | Jean Madelaine                                               | nicht ausgetragen                          | DNF —, zweites Halbfinale                  | nicht erreicht |
| 2000 m Tandem                    | Olympiasieger   | André Auffray Maurice Schilles                               | 3:11,4 Erster, fünfter Vorlauf             | 2:46,2 Erster, zweites Halbfinale          | 3:07,6         |
| 2000 m Tandem                    | Halbfinalist    | François Bonnet Octave Lapize                                | 3:06,8 Erster, sechster Vorlauf            | k. A. Vierter, zweites Halbfinale          | nicht erreicht |
| 2000 m Tandem                    | Vorläufe        | Maurice Texier Pierre Texier                                 | k. A. Zweiter, zweiter Vorlauf             | nicht erreicht                             | nicht erreicht |
| 2000 m Tandem                    | Vorläufe        | Charles Avrillon Joseph Guyader                              | k. A. Zweiter, dritter Vorlauf             | nicht erreicht                             | nicht erreicht |
| 2000 m Tandem                    | Vorläufe        | Gaston Dreyfus André Poulain                                 | k. A. Zweiter, siebter Vorlauf             | nicht erreicht                             | nicht erreicht |
| 1980 Yards Mannschaftsverfolgung | Vorläufe        | André Auffray Émile Demangel Émile Maréchal Maurice Schilles | 2:32,0 Zweiter, vierter Vorlauf            | nicht erreicht                             | nicht erreicht |

### Schießen
| Disziplin                                   | Platz    | Athet                                                                                    | Punkte |
| ------------------------------------------- | -------- | ---------------------------------------------------------------------------------------- | ------ |
| Männer                                      |          |                                                                                          |        |
| Armeegewehr                                 | 19.      | Raoul de Boigne                                                                          | 86     |
| Armeegewehr                                 | 23.      | André Angelini                                                                           | 85     |
| Armeegewehr                                 | 28.      | Paul Colas                                                                               | 82     |
| Armeegewehr                                 | 35.      | Léon Hecht                                                                               | 75     |
| Armeegewehr                                 | 38.      | Daniel Mérillon                                                                          | 69     |
| Armeegewehr                                 | 39.      | Léon Moreaux                                                                             | 67     |
| Armeegewehr                                 | 48.      | Léon Tétart                                                                              | 21     |
| Freies Gewehr Dreistellungskampf            | 8.       | Léon Johnson                                                                             | 835    |
| Freies Gewehr Dreistellungskampf            | 25.      | Paul Colas                                                                               | 759    |
| Freies Gewehr Dreistellungskampf            | 31.      | Maurice Lecoq                                                                            | 730    |
| Freies Gewehr Dreistellungskampf            | 34.      | André Angelini                                                                           | 706    |
| Freies Gewehr Dreistellungskampf Mannschaft | Dritter  | Léon Johnson Eugène Balme André Parmentier Albert Courquin Maurice Lecoq Raoul de Boigne | 4652   |
| Armeegewehr Mannschaft                      | Vierter  | Raoul de Boigne Albert Courquin Eugène Balme Daniel Mérillon Léon Hecht André Parmentier | 2227   |
| Kleinkalibergewehr liegend                  | 13.      | André Mercier                                                                            | 366    |
| Kleinkalibergewehr liegend                  | 17.      | Léon Tétart                                                                              | 350    |
| Kleinkalibergewehr liegend                  | 19.      | Henri Bonnéfoy                                                                           | 304    |
| Kleinkalibergewehr bewegliches Ziel         | 10.      | Léon Johnson                                                                             | 13     |
| Kleinkalibergewehr bewegliches Ziel         | 14.      | André Mercier                                                                            | 10     |
| Kleinkalibergewehr bewegliches Ziel         | 15.      | Léon Tétart                                                                              | 9      |
| Kleinkalibergewehr verschwindendes Ziel     | 19.      | André Mercier                                                                            | 30     |
| Kleinkalibergewehr verschwindendes Ziel     | 21.      | Léon Johnson                                                                             | 24     |
| Kleinkalibergewehr verschwindendes Ziel     | 22.      | Léon Tétart                                                                              | 21     |
| Kleinkalibergewehr Mannschaft               | Dritter  | Paul Colas André Regaud Léon Lécuyer Henri Bonnéfoy                                      | 710    |
| Laufender Hirsch Einzelschuss               | 13.      | Léon Tétart                                                                              | 11     |
| Laufender Hirsch Einzelschuss               | 14.      | Maurice Robion du Pont                                                                   | 6      |
| Laufender Hirsch Einzelschuss               | 15.      | André Barbillat                                                                          | 3      |
| Laufender Hirsch Doppelschuss               | 12.      | Léon Tétart                                                                              | 21     |
| Laufender Hirsch Doppelschuss               | 14.      | Maurice Robion du Pont                                                                   | 18     |
| Revolver und Pistole                        | Sechster | André Barbillat                                                                          | 466    |
| Revolver und Pistole                        | Zehnter  | André Regaud                                                                             | 451    |
| Revolver und Pistole                        | 17.      | Léon Moreaux                                                                             | 438    |
| Revolver und Pistole                        | 22.      | Jean Depassio                                                                            | 427    |
| Revolver und Pistole                        | 30.      | Léon Lécuyer                                                                             | 401    |
| Revolver und Pistole                        | 34.      | Maurice Robion du Pont                                                                   | 391    |
| Schnellfeuerpistole Mannschaft              | Vierter  | André Barbillat André Regaud Léon Moreaux Jean Depassio                                  | 1750   |
| Wurfscheibenschießen                        | 23.      | Emile Béjot                                                                              | 28     |

### Schwimmen
| Disziplin       | Platz    | Athlet         | Vorrunde                               | Halbfinale     | Finale         |
| --------------- | -------- | -------------- | -------------------------------------- | -------------- | -------------- |
| Männer          |          |                |                                        |                |                |
| 100 m Freistil  | Vorläufe | Gérard Meister | k. A. Dritter-Fünfter, zweiter Vorlauf | nicht erreicht | nicht erreicht |
| 100 m Freistil  | Vorläufe | René André     | k. A. Vierter-Fünfter, Fünfter Vorlauf | nicht erreicht | nicht erreicht |
| 400 m Freistil  | —        | Henri Decoin   | DNF —, erster Vorlauf                  | nicht erreicht | nicht erreicht |
| 1500 m Freistil | Vorläufe | André Theuriet | 32:37,0 Dritter, vierter Vorlauf       | nicht erreicht | nicht erreicht |

### Segeln
| Disziplin      | Platz   | Athleten                                         |
| -------------- | ------- | ------------------------------------------------ |
| Männer         |         |                                                  |
| 6-Meter-Klasse | Dritter | Guyoni Henri Arthus, Louis Potheau, Pierre Rabot |

### Tennis
| Disziplin | Platz   | Athlet         | Erste Runde | Zweite Runde        | Achtelfinale | Viertelfinale        | Halbfinale     | Finale         |
| --------- | ------- | -------------- | ----------- | ------------------- | ------------ | -------------------- | -------------- | -------------- |
| Männer    |         |                |             |                     |              |                      |                |                |
| Einzel    | Fünfter | Maurice Germot | Freilos     | Besiegte Schomburgk | Freilos      | Verlor gegen Ritchie | nicht erreicht | nicht erreicht |

### Turnen
| Disziplin       | Platz   | Athlet             | Punkte |
| --------------- | ------- | ------------------ | ------ |
| Männer          |         |                    |        |
| Einzelmehrkampf | Dritter | Louis Ségura       | 297    |
| Einzelmehrkampf | Siebter | Marcel Lalu        | 258,75 |
| Einzelmehrkampf | Achter  | Robert Diaz        | 258,5  |
| Einzelmehrkampf | Zehnter | Jules Rolland      | 249,5  |
| Einzelmehrkampf | Elfter  | François Nidal     | 249    |
| Einzelmehrkampf | 14.     | Antoine Costa      | 241,75 |
| Einzelmehrkampf | 18.     | Georges Turnheer   | 232    |
| Einzelmehrkampf | 19.     | Jean Castigliano   | 227    |
| Einzelmehrkampf | k. A.   | Emmanuel Boislève  | k. A.  |
| Einzelmehrkampf | k. A.   | Alfred Castille    | k. A.  |
| Einzelmehrkampf | k. A.   | Ferdinand Castille | k. A.  |
| Einzelmehrkampf | k. A.   | Gustave Charmoille | k. A.  |
| Einzelmehrkampf | k. A.   | Victor Dubois      | k. A.  |
| Einzelmehrkampf | k. A.   | Dominique Follacci | k. A.  |
| Einzelmehrkampf | k. A.   | E. Gauthier        | k. A.  |
| Einzelmehrkampf | k. A.   | Félicien Lekim     | k. A.  |
| Einzelmehrkampf | k. A.   | Justinien Lux      | k. A.  |
| Einzelmehrkampf | k. A.   | G. Mounier         | k. A.  |
| Einzelmehrkampf | k. A.   | Georges Ratelot    | k. A.  |

| Disziplin            | Platz   | Athlet | Punkte |
| -------------------- | ------- | --- | ------ |
| Männer               |         | |        |
| Mannschaftsmehrkampf | Fünfter | Léon Bogart, Albert Borizée, Henri Debreyne, Nicolas Constant, Charles Courtois, Louis Delattre, Alfred Delescluse, Louis Delescluse, Georges Demarle, Joseph Derou, Charles Desmarcheliers, Camille Desmarcheliers, Édmond Dharancy, Georges Donnet, Émile Duhamel, Albert Duponchelle, Paul Durin, Alphonse Eggremont, G. Guiot, Léon Hennebicque, Hubert Hubert, Désiré Hudelo, Edmond Labitte, Louis Léstienne, Raymond Lis, Victor Magnier, Georges Nys, Louis Poppe, Joseph Parent, Alphonse Pinoy, Victor Polidori, Gustave Pottier, Louis Sandray, Édouard Schmoll, Émile Steffe, Émile Vercruysse, Hugo Vergin, Ernest Vicogne, Jules Walmée, Gustave Warlouzet | 319    |